# Black metal inner circle
De black metal inner circle was een groep van blackmetalmuzikanten die grotendeels verantwoordelijk is voor de beruchtheid van black metal in z'n geheel, door verschillende brandstichtingen en moorden. De groep had haar "hoofdkwartier" in de winkel van Øystein Aarseth, de gitarist van Mayhem. 

## Geschiedenis
Deze groep was zeer invloedrijk, zowel muzikaal als sociaal, op de opkomende black metal van de vroege jaren 90. De groep was erg controversieel. Ten eerste vanwege de misdaden die door sommige leden gepleegd zijn. Ten tweede vanwege de agressieve, en/of vreemde denkwijze van sommige leden. Zo was bijvoorbeeld Øystein Aarseth (beter bekend als Euronymous) een occultist en theïstisch satanist. Vanwege deze feiten wordt The Circle door sommigen gezien als een kleine terroristische groep, hoewel anderen dat ontkennen. 
De groep werd rond 1990 opgericht door Øystein Aarseth, in de kelder van zijn winkel. Bekende leden van The Circle waren onder anderen Per Yngve Ohlin (Dead) van Mayhem, Varg Vikernes van Burzum, Bård Faust van Emperor, Satyr van Satyricon en Samoth van Emperor.
De filosofie van de groep is een mengeling van isolationisme, occultisme, satanisme, Noors paganisme/Noordse mythologie en – bij sommige leden – racisme, met de laatste twee stromingen omarmd door Aarseth - wiens ideeën dominant waren in The Circle. Alhoewel de meeste leden anti-christelijk waren, hielden enkele er het Bijbelse geloof aan van een laatste slag tussen God en Satan. Het moderne satanisme van Anton Szandor LaVey werd in The Circle verworpen; er werd een agressieve vorm van satanisme aangehangen. Daarnaast gaf Aarseth zich vrijwel altijd negatief uit over bands buiten Noorwegen.
Toen Per Yngve Ohlin in 1991 zelfmoord pleegde, werden de geloven van de leden alleen maar sterker. De historische Staafkerk van Fantoft werd op 6 juni 1992 dan ook in brand gestoken, gevolgd door verscheidene kerkbranden door heel Noorwegen. 
Toen Varg Vikernes Aarseth vermoordde kwamen deze criminele activiteiten aan het licht bij de politie. In Vikernes' huis vond men namelijk een lijst met misdaden gepleegd door leden van The Circle. Vikernes kreeg uiteindelijk 21 jaar cel opgelegd. Samoth (van Emperor) kreeg 18 maanden cel voor brandstichting. De Noorse pers heeft door deze veroordelingen veel gepubliceerd over The Circle.

## Brandstichtingen op kerken

### 1992
- Mei: Storetveit-kerk
- 6 juni: Staafkerk van Fantoft
- 1 augustus: Revheim-kerk
- 21 augustus: Kapel Holmenkollen in Oslo
- 1 september: Ormøya-kerk
- 13 september: Skjold-kerk
- Oktober: Hauketo-kerk

### 1993
- Åsane-kerk
- Sarpsborg-kerk